# 보편 논쟁
보편 논쟁(普遍論爭)에서 보편의 문제는 중세철학 전체를 일관하는 가장 중요한 문제로서 스콜라 철학은 이 문제로부터 시작해서 이 문제로 끝났다고까지 말할 수 있다.

## 개요
아벨라르두스가 그의 스승 샹포의 기욤으로 하여금 자기의 학설을 변경시키게 한 문제였고, 솔즈베리의 요하네스에 의하면 인간이 이 문제를 해결한다는 것은 불가능하다. 논쟁의 중심점은 보편개념(類와 種)의 타당가치 문제 및 개념의 실제성·객관성의 문제이다. 초기 스콜라 철학에서는 신학상의 삼위일체론이나 교회의 보편성과 결합되어 문제가 됐고, 12세기의 사상계를 들끓게 하였다.
발단은 보에티우스가 라틴어로 번역한 포르피리오스의 <범주론 서설(範疇論序說)>에 있다.
1. 유와 종은 실재인가, 또는 사고상의 존재인가,
2. 실재한다면 물체인가, 또는 비(非)물체인가,
3. 감각적 대상으로부터 분리되어 존재하는가, 또는 감각적 대상 자체 안에 존재하는가

이상의 세 가지 문제를 그는 제기하였으나 해결을 보여주지는 못했던 것이다. 이 설문을 보에티우스는 <범주론 주석>에서 제기하고 실재하는 것은 사물인가, 또는 단순한 음성인가, 하는 형태로 변경시켰다. 사물이라고 하는 실재론(實在論)과 음성이라고 하는 유명론(唯名論)에 분류되는 논쟁을 야기시켰다. 콩피에뉴의 로스켈리누스와 샹포의 기욤이 출현하자 양진영의 대립은 첨예화되었다. 스코투스 에리우게나로부터 캔터베리의 안셀무스에 이르는 전통적 견해는 신학적 이유도 있어서, 실재론에 기울어져 있고, 명확하게 유명론을 제창한 것은 로스켈리누스이다. 극단적인 형태로 실재론을 주장한 것은 윌리엄이었다. 여러 가지 가설 중에서 어느 것을 선택하는가 하는 것은 하나의 철학을 완성하지 않고서는 불가능하다. 아리스토텔레스와 플라톤 중에서 누구를 선택하는가, 그렇지 않으면 이들을 결합시키는가 하는 문제가 되면 자연학·형이상학의 문제까지 얽힌다. 
아벨라르두스에 의해 보편의 문제는 더욱 촉진되었다. 그는 유명론적 색채를 가지면서 조정적 입장을 취해 토마스 아퀴나스의 온건한 실재론에 이르는 길을 열었다. 그에 의하면 보편은 추상에 의해 획득된 보편개념을 표시하기 위한 선언인 것이다. 사물에 있어서 어떤 객관적으로 있는 것은 문제가 되지 않는다. 사물은 개별적인 것으로 보편은 아니기 때문이다.
토마스 아퀴나스는 새로이 알려진 아리스토텔레스와 이븐 시나의 저술의 영향을 받아 온건한 실재론을 완성하였다. 보편개념에 있어서 보편의 내용과 형식을 구별하고 사유 밖의 실재와 구체적 개체에 내재(內在)하는 본질을 보편개념의 내용에 대응시킨다. 개념상 보편의 형식은 어떤 주관적인 것으로서 사유의 산물이지만, 사유형식의 기초는 지성의 추상활동(抽象活動)에 있다고 한다.
14, 15세기의 스콜라 철학자인 오리올의 피에르, 오컴의 윌리엄, 아이이의 피에르 등은 온건한 실재론을 고려하지 않고 다시금 유명론의 주관적 주장을 폈다. 따라서 신학과 철학을 분리시키고 스콜라적 종합을 붕괴시켰다.

## 같이 보기
- 추상과 구체
- 대상 (철학)
- 감각질
- 실재론
- 자기 (심리학)
- 천하
- 우분투 (사상)
- 구성의 오류

## 참고 문헌
- 이상영, 이재승 공저, 《법사상사》, 한국방송통신대학교출판부, 2005.
- 이 문서에는 다음커뮤니케이션(현 카카오)에서 GFDL 또는 CC-SA 라이선스로 배포한 글로벌 세계대백과사전의 내용을 기초로 작성된 글이 포함되어 있습니다.